# Shin Kuno
Shin Kuno (久野 真, Kuno Shin) est un peintre japonais du XXe siècle né en 1921 à Nagoya (Préfecture d'Aichi), décédé le 22 août 1998. Il est aussi peintre de compositions murales à tendance abstraite.

## Biographie
Après des études d'art à Tokyo, Shin Kuno est enrôlé dans l'aviation navale pendant la guerre. En 1950, Il devient professeur de design à l'école des arts appliqués de Nagoya, où il s'installe. Il participe à plusieurs manifestations de groupe, depuis 1952, notamment à l'Association des jeunes artistes, dont il reçoit le prix en 1955, et à l'exposition itinérante aux États-Unis, Sculptures et Peintures du Japon contemporain en 1963-1964. Il fait aussi de nombreuses expositions particulières à Tokyo, et une à Londres en 1963. Cette même année, il exécute les peintures murales du temple Zenryōken à Tokyo.
Ses œuvres abstraites se composent principalement de plaques de métal laquées, montées sur bois et gravées de quelques incisions.